# Bolkowice (województwo dolnośląskie)
Bolkowice (staropol. Bolków, niem. Polkau) – wieś w Polsce położona w województwie dolnośląskim, w powiecie jaworskim, w gminie Paszowice.

## Podział administracyjny
W latach 1975–1998 miejscowość administracyjnie należała do województwa legnickiego.

## Nazwa
Nazwa należy do grupy nazw patronomicznych i pochodzi od staropolskiego męskiego imienia założyciela miejscowości Bolka, które jest staropolskim derywatem słowiańskiego imienia męskiego Bolesław będącego imieniem dynastycznym w polskiej dynastii Piastów. Heinrich Adamy w swoim dziele o nazwach miejscowości na Śląsku wydanym w 1888 roku we Wrocławiu wymienia jako najstarszą zanotowaną nazwę miejscowości Polkaw podając jej znaczenie "Dorf des Bolko" czyli po polsku "Wieś Bolka".
Pierwsza wzmianka o miejscowości pochodzi ze średniowiecznego dokumentu z 1202 roku gdzie wymieniona jest w zlatynizowanej formie Polchouiz.

## Zabytki
Do wojewódzkiego rejestru zabytków wpisany jest obiekt:
- cmentarz ewangelicki, nieczynny, z 1924 r. w Bolkowicach – Osięborzu.